# 旧函館博物館1号・2号
旧函館博物館1号・2号（きゅうはこだてはくぶつかん1ごう・2ごう）は、函館市青柳町の函館公園内にある、現存する日本最古の博物館施設である。

## 概要

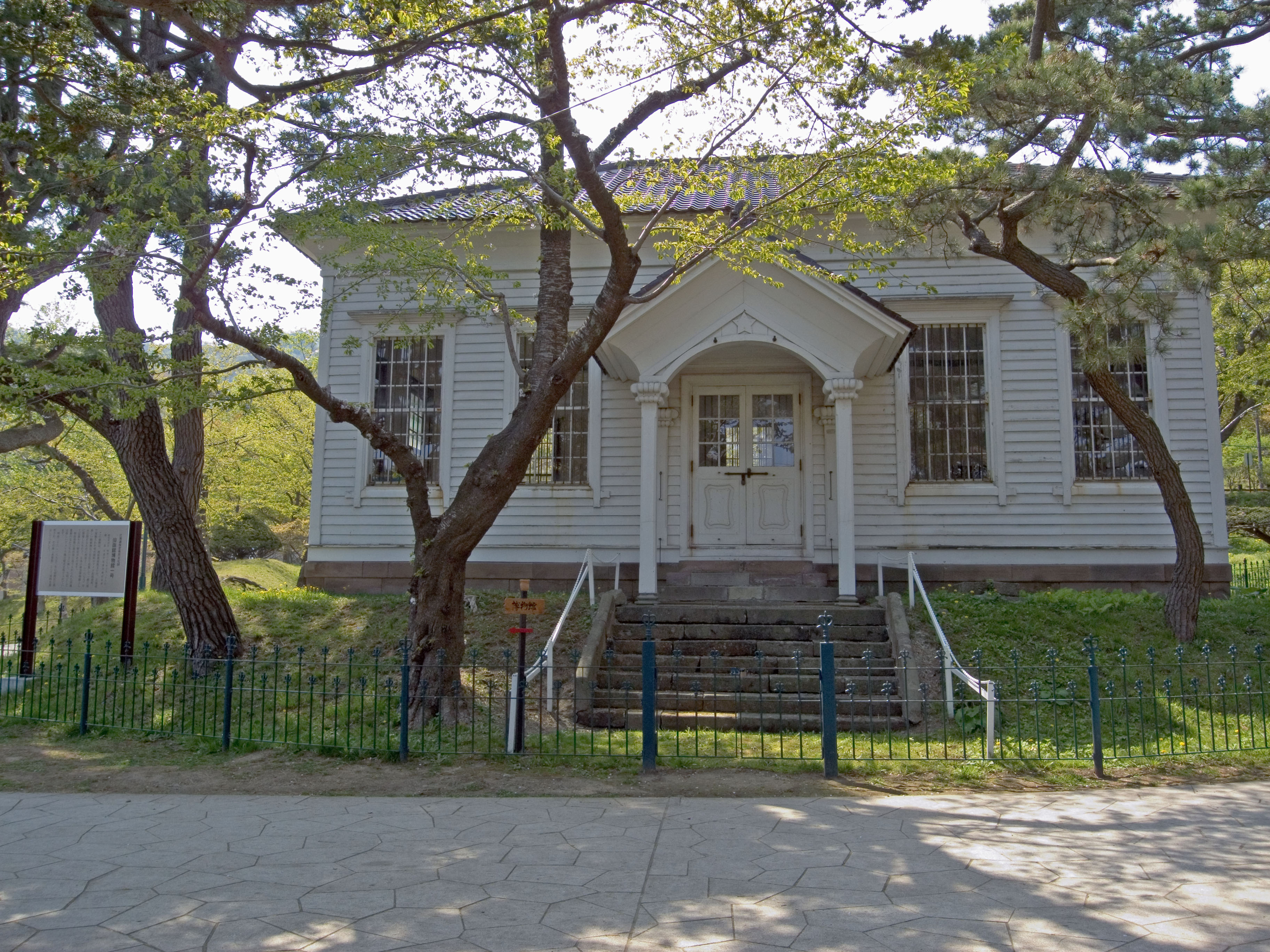
旧函館博物館1号

旧函館博物館1号（開拓使博物場・北緯41度45分23.6秒 東経140度42分54.9秒）
旧函館博物館1号は、開拓使函館支庁が1879年（明治12年）、E.S.モースから寄贈された採集物を展示・収蔵することと、開拓使製造物の見本陳列する目的で建てられた。左右対称、内部1室の木造平屋建で、施工者は田中善蔵。北海道指定の有形文化財に指定されている。春と夏に年2回限定で一般公開。また4月から10月までの市立函館博物館本館開館日に5名以上の団体であるならば予約制で内部を見学ができる。

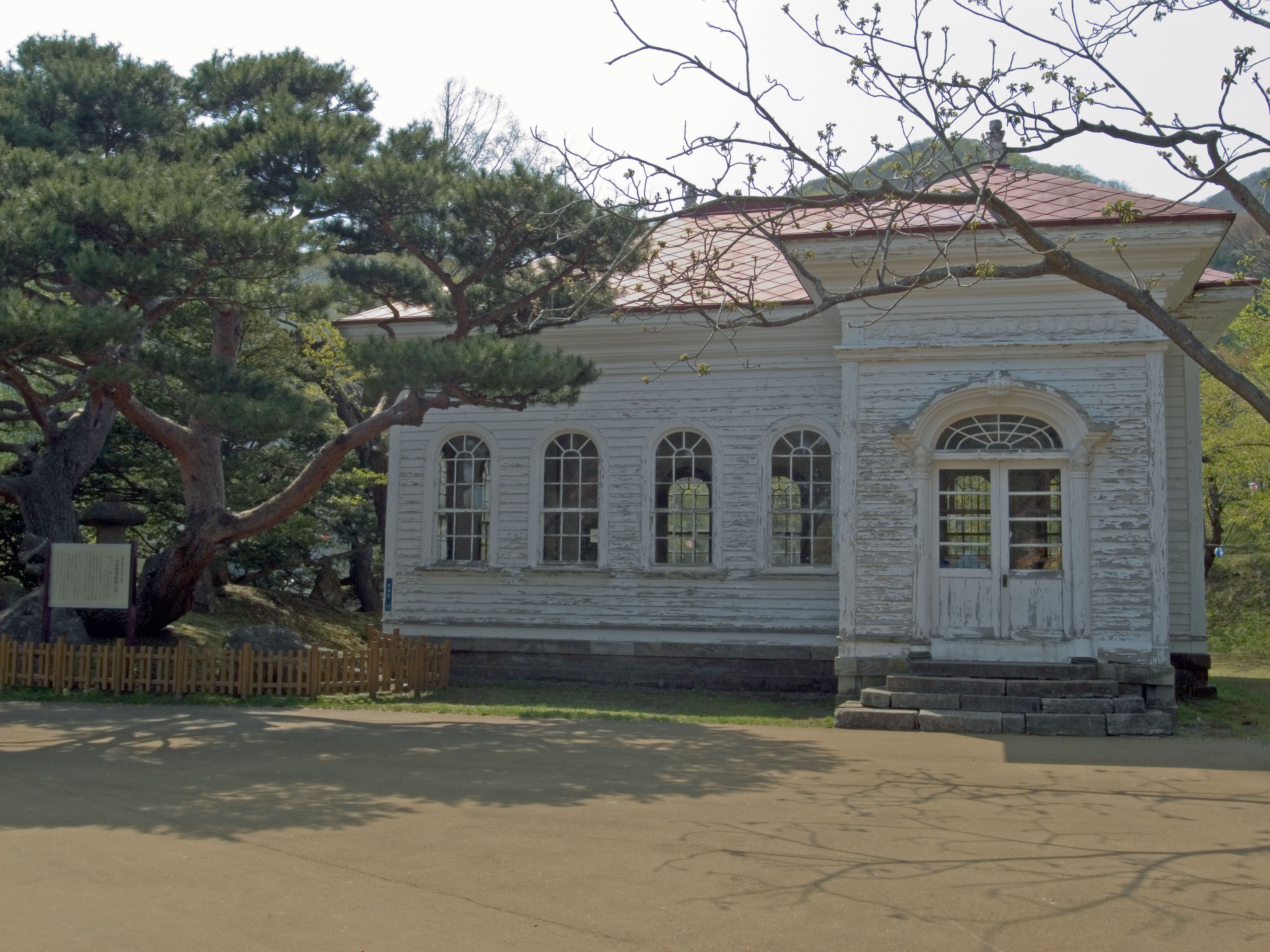
旧函館博物館2号

旧函館博物館2号（函館県博物館・北緯41度45分22秒 東経140度42分54.8秒）
旧函館博物館2号は、東京にあった開拓使東京出張所仮博物場が閉鎖する際、その収蔵物を収める目的で建てられ、博物館として1884年に開館した。木造平屋建で、玄関や、窓上部にアーチ型の欄間を配している。施工者は浜谷新助、1号館と同じく北海道指定有形文化財に指定されている。

### 年表
1号
- 1878年（明治11年）
  - 5月 - 着工[3]
  - 7月 - 開拓使函館仮博物場として竣工[3]
- 1882年（明治15年） - 函館県博物場(第一館)と改称[3]
- 1892年（明治25年） - 庁立函館商業学校附属商品陳列場と改称[3]
- 1895年（明治28年） - 函館水産陳列場(第一館)と改称[3]
- 1932年（昭和7年）8月 - 水産館と看板が掲げられる[3]
- 1966年（昭和41年） - 市立函館博物館本館開館に伴い閉館[3]

2号
- 1881年（明治14年） - 開拓使東京仮博物場廃止。資料が移管され1号が手狭になる[4]
- 1883年（明治16年）
  - 7月 - 着工[4]
  - 8月 - 竣工[4]
- 1884年（明治17年）8月11日 - 函館県博物場第二博物場として開館[4]
- 1891年（明治24年） - 庁立函館商業学校附属商品陳列場と改称[4]
- 1895年（明治28年）に函館水産陳列場(第二館)と改称[4]
- 1932年（昭和7年）8月 - 先住民族館と看板が掲げられる[4]
- 1966年（昭和41年） - 市立函館博物館本館開館に伴い閉館[4]